# Rudolf Tajcnár
Rudolf Tajcnár, slovaški hokejist, * 17. april 1948, Bratislava, Slovaška, † 2. avgust 2005, Bratislava.
Tajcnár je večino kariere igral za klub HC Slovan Bratislava v češkoslovaški ligi. V zadnjem delu kariere pa je igral za klube Maine Mariners, Edmonton Oilers in Spokane Flyers v severnoameriških ligah ter HC Ambrì-Piotta v švicarski ligi. 
Za češkoslovaško reprezentanco je igral na enih olimpijskih igrah, kjer je bil dobitnik bronaste medalje, ter dveh Svetovnih prvenstvih, kjer je bil dobitnik po ene zlate in srebrne medalje. Skupno je za reprezentanco odigral 54 tekem in dosegel devet golov. 